# Šaronje (Novi Pazar)
Šaronje (Servisch cyrillisch Шароње) is een plaats in de Servische gemeente Novi Pazar. De plaats telt 398 inwoners (2002).